# DCMC
DCMC (аббревиатура от Da Cesar Masters of Ceremonies) (Ди Си эМ Си) — российская рэп-группа из Москвы, образованная в 2000 году рэп-исполнителями Андреем «Масса» и Митей «Стик» и диджеем Тимой «Флэки».

## История
В 1998 году будущие участники группы, Андрей «Масса» и Митя «Стик», увлеклись граффити и стали рисовать на стенах. У них была граффити-команда под названием Da Cesar Crew (или Da Cesar Clan), после распада которой они решили создать рэп-команду DCMC.
Группа получила известность после того, как заняла первое место на ежегодном международном фестивале рэп-музыки Rap Music во Дворце спорта Юбилейный 29 декабря 2002 года. Благодаря чему привлекла внимание рекорд-лейбла RAP Recordz, который выпустил их дебютный альбом «Опле Раз» (2003). Свой стиль группа определяет как «TrueSkool HipHap» и «Native Rappin».
Альбом был благосклонно принят публикой. Оценки разнились, но большинство рецензентов сходилось в том, что ранее ничего подобного в русском рэпе не было. Ожидался выход полноформатного альбома, но этого так и не произошло. Группа временно прекратила деятельность, а Stick и DJ Flacky заинтересовались кришнаизмом и надолго уехали в индийский штат Гоа. Второй альбом группа выпустила лишь через четыре года после первого и уже на совсем другом лейбле.
В 2003 году помимо увлечения рэпом Андрей «Масса» танцевал брейк-данс в московской команде All the most, а Митя «Стик» работал в магазине одежды «хип-хоп шоп 21».
За время творческого отпуска группы DJ Flacky выпустил сольный микс «Четверть хопа» (2004).
В 2007 году DCMC вернулись c альбомом «Манифесто», выпущенном на лейбле «Лев Прав Звук». Этот альбом был уже долгоиграющим; по длительности и количеству треков он в два раза превосходил первый. Более заметную роль стали играть темы религии и духовности, появились элементы индийской музыки. Презентация альбома прошла в московском клубе Икра 28 апреля 2007 года.

## Критика
В 2007 году главный редактор портала Rap.ru, Андрей Никитин, отметил, что на альбоме DCMC — «Манифесто» нет гонки за модой, а есть «некое признание в любви к хип-хопу ортодоксального развеса, не допускающего послаблений и компромиссов».
В 2007 году Андрей Никитин в российском издании журнала Billboard обнаружил в новых текстах группы любовь к музыке, хип-хоп, свободу творчества и самовыражения, верность традициям и противостояние системе.

## Дискография

### Студийные альбомы
- 2003 — Опле Раз (RAP Recordz)
- 2007 — Манифесто (Лев Прав Звук)

### Концертные альбомы
- 2008 — Live! (Gourmet Music)[3]

### DJ Flacky соло
- 2004 — ¼ Хопа
- 2008 — Руссо Туристо (Gourmet Music)[3]